# Camp de Macià
El Camp de Macià és partida de camps de conreu de secà del terme municipal de Conca de Dalt, dins del territori de l'antic terme d'Aramunt, al Pallars Jussà.
Està situat al sud de l'extrem de llevant de les Eres d'Aramunt, a tocar de les darreres cases d'aquest costat de la vila d'Aramunt. És al sud-oest de Casa Toà, a la dreta del barranc dels Mians, davant i a ponent del Clot de Regaixat.